# Muséum Victor Brun

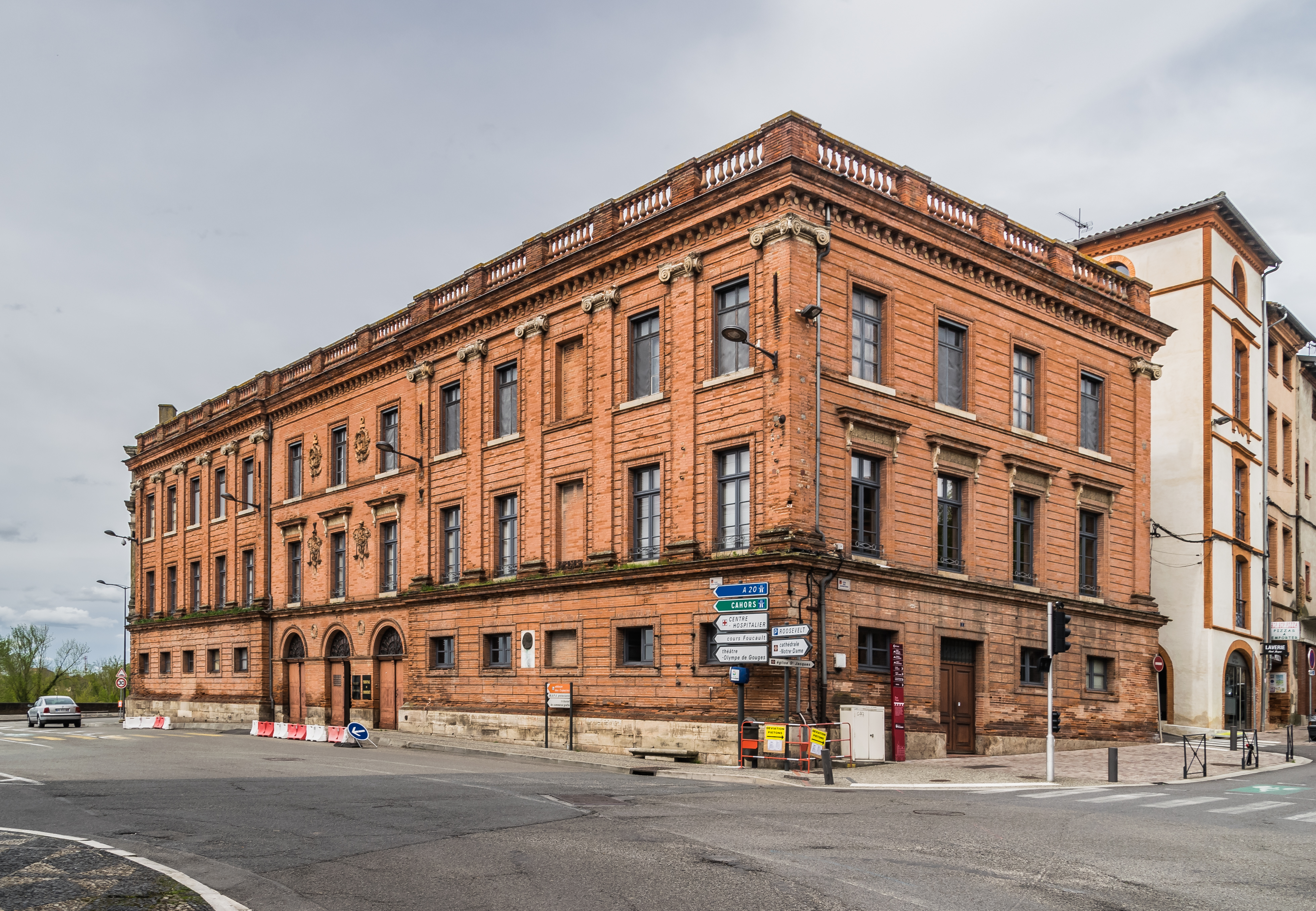
Paleis van de Cour des aides

Het Muséum Victor Brun is een natuurhistorisch museum in de Franse stad Montauban. Het museum werd geopend in 1854 en is gevestigd in een historisch stadspaleis waar tijdens het ancien régime de Cour des aides was ondergebracht.

## Geschiedenis
Het museum werd opgericht door leden van de Société des Sciences, Agriculture et Belles-Lettres de Tarn-et-Garonne. Deze leden besloten hiertoe in 1852 en stelden hun collecties ter beschikking van het op te richten museum. De grootste collectie was afkomstig van Victor Brun (1805-1881), die in 1857 de eerste conservator van het museum werd. Het museum bestond bij opening uit een zaal op de tweede verdieping van het paleis van de Cour des aides en er waren vooral opgezette zoogdieren en vogels te zien. Victor Brun bleef gedurende 29 jaar conservator van het museum en het museum zou later naar hem vernoemd worden. De collectie groeide aan door opgravingen (Brun voerde in de jaren 1860 paleontologische opgravingen uit in Bruniquel), aankopen en giften.

## Collectie

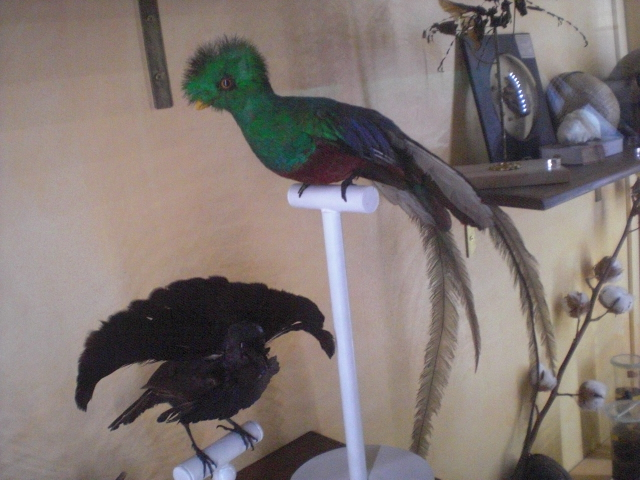
Paradijsvogels

De collectie van het museum is verdeeld over vijf zalen met elk een eigen thema:
1. Zoogdieren: Pronkstuk van de collectie is een opgezette Indische olifant. Deze olifant is afkomstig uit het circus Pinder en werd in 1894 geëuthanaseerd terwijl het circus in Montauban was. In het paleis werd een zaal aangepast om het opgezette dier te kunnen onderbrengen. Een meer recente aanwinst zijn de opgezette huid en het skelet van Nénette, een bruine beer afkomstig uit het dierenpark van Gramat die in 2020 op 28-jarige leeftijd werd geëuthanaseerd.[1]
2. Vogels: Het museum bezit ongeveer 3.000 opgezette vogels waarvan de helft wordt tentoongesteld. Het gaat voornamelijk om Europese soorten.
3. Paradijsvogels
4. Mineralen: Deze collectie bevat onder andere een meteoriet die in 1864 is neergekomen in het Franse dorp Orgueil en een diorama van koralen.
5. Paleontologie: De collectie bevat onder andere fossielen uit de phosphorites du Quercy.

## Gebouw
Het gebouw uit de eerste helft van de 17e eeuw fungeerde tijdelijk als residentie van de bisschop van Montauban tijdens de bouw van het nieuwe bisschoppelijk paleis. In 1670 verliet de bisschop het paleis en drie jaar later nam de fiscale rechtbank Cour des aides er haar intrek. Deze rechtbank werd afgeschaft na de Franse Revolutie. Een deel van het gebouw werd aan het begin van de 19e eeuw afgebroken voor de aanleg van kaaien langs de Tarn. In 1836 kreeg het gebouw, eigendom van de gemeente, een nieuwe façade.